# Făurei
Făurei is een stad (oraș) in het Roemeense district Brăila. De stad telt 4090 inwoners (2002).